# Kobyłka
Kobyłka é um município da Polônia, na voivodia da Mazóvia e no condado de Wołomin. Estende-se por uma área de 19,64 km², com 22 777 habitantes, segundo os censos de 2017, com uma densidade de 1 159,7 hab/km².